# Фабр д'Оліве
Антуан Фабр д'Оліве (фр. Antoine Fabre d'Olivet, 8 грудня 1767, Ганж, провінція Еро — 27 березня 1825, Париж) — французький драматург, вчений та філософ-містік. Похований на цвинтарі Пер-Лашез.